# Sankta Birgitta kyrka, Stockholm
Sankta Birgitta kyrka är en kyrkobyggnad i Nockeby. Den tillhör Västerleds församling i Stockholms stift. Kyrkan är belägen något hundratal meter från Nockebybanans slutstation nuvarande Nockeby. På den mark där kyrkan nu ligger fanns tidigare en vändslinga för spårvagnarna, tolvans tidigare vändslinga.

## Kyrkobyggnaden
Denna centralkyrka byggdes efter ritningar av arkitekten Rolf Bergh och invigdes 1962. Arkitekt Rolf Bergh ritade också klocktornet och församlingshemmet, Nockebysalen, som ligger i direkt anslutning till kyrkan. Centralrummet är stjärnformat och kröns av en lanternin, som i sin tur bär upp en kopparklädd kupol. I väster har Rolf Berg skapat granitmur som ingränsar kyrkoområdet med en enhetlig baslinje. 
Det ovanliga klocktornet är fristående och gjutet av grå fasadbetong. Klocktornet liknar en klockstapel och är konstruerad för att bära fyra klockor. Trots det har tornet bara två klockor; storklockan som heter Syster Trofast och lillklockan Broder Barfot. De två kyrkklockorna göts av Bergholtz klockgjuteri i Sigtuna. På tornets topp finns ett högt kors av rostfritt stål. Klocktornet har ett dominerande läge och syns vida omkring Klocktornets höjd är 39 meter och tillsammans med korset, 8 meter, har klocktornet en höjd av 47 meter. Klockornas slagtoner är f1 och giss1.

### Bilder - kyrkobyggnaden

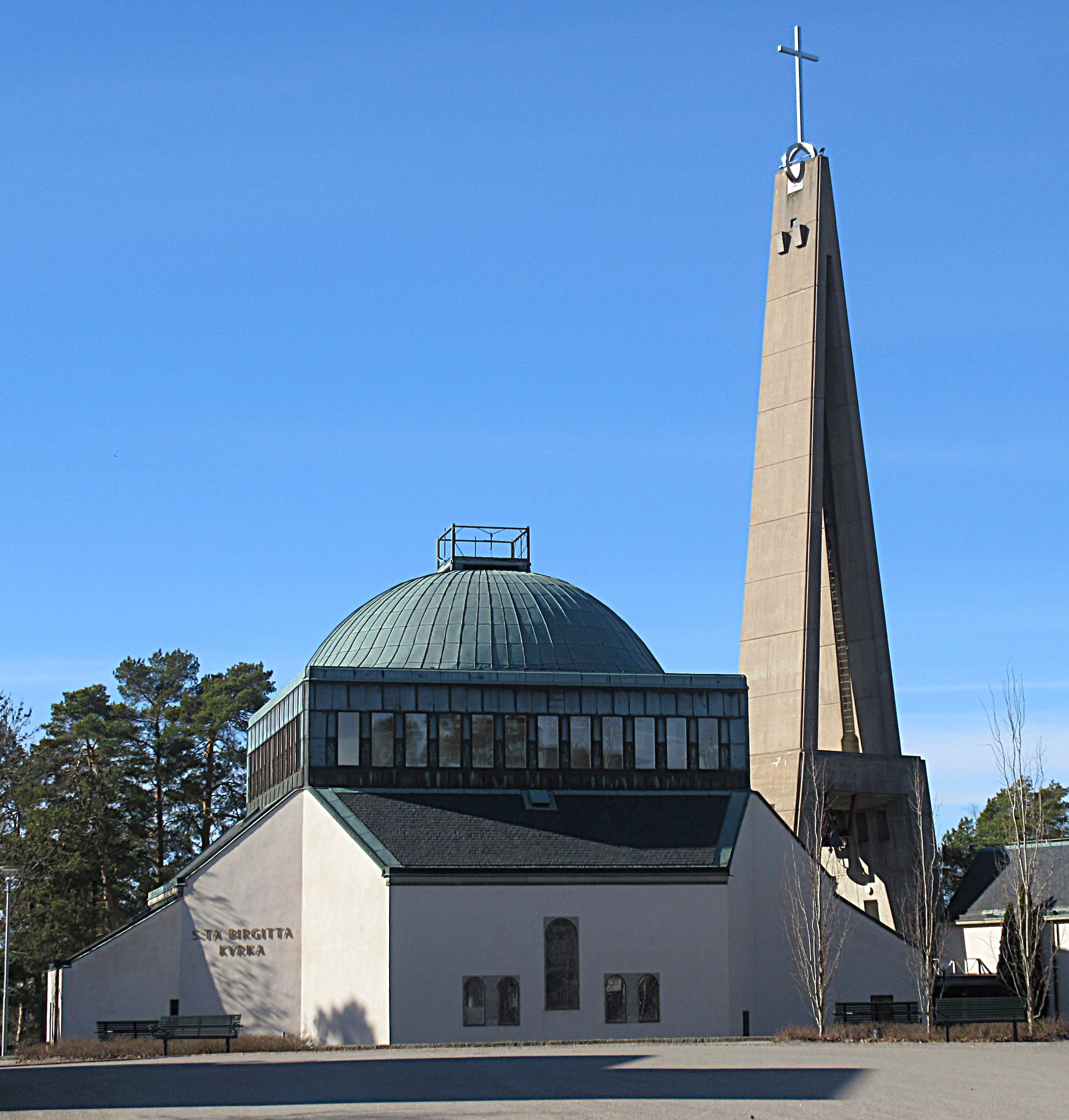
Sankta Birgittakyrkan med lanternin, kupol, klocktorn och det anslutande församlingshemmet.
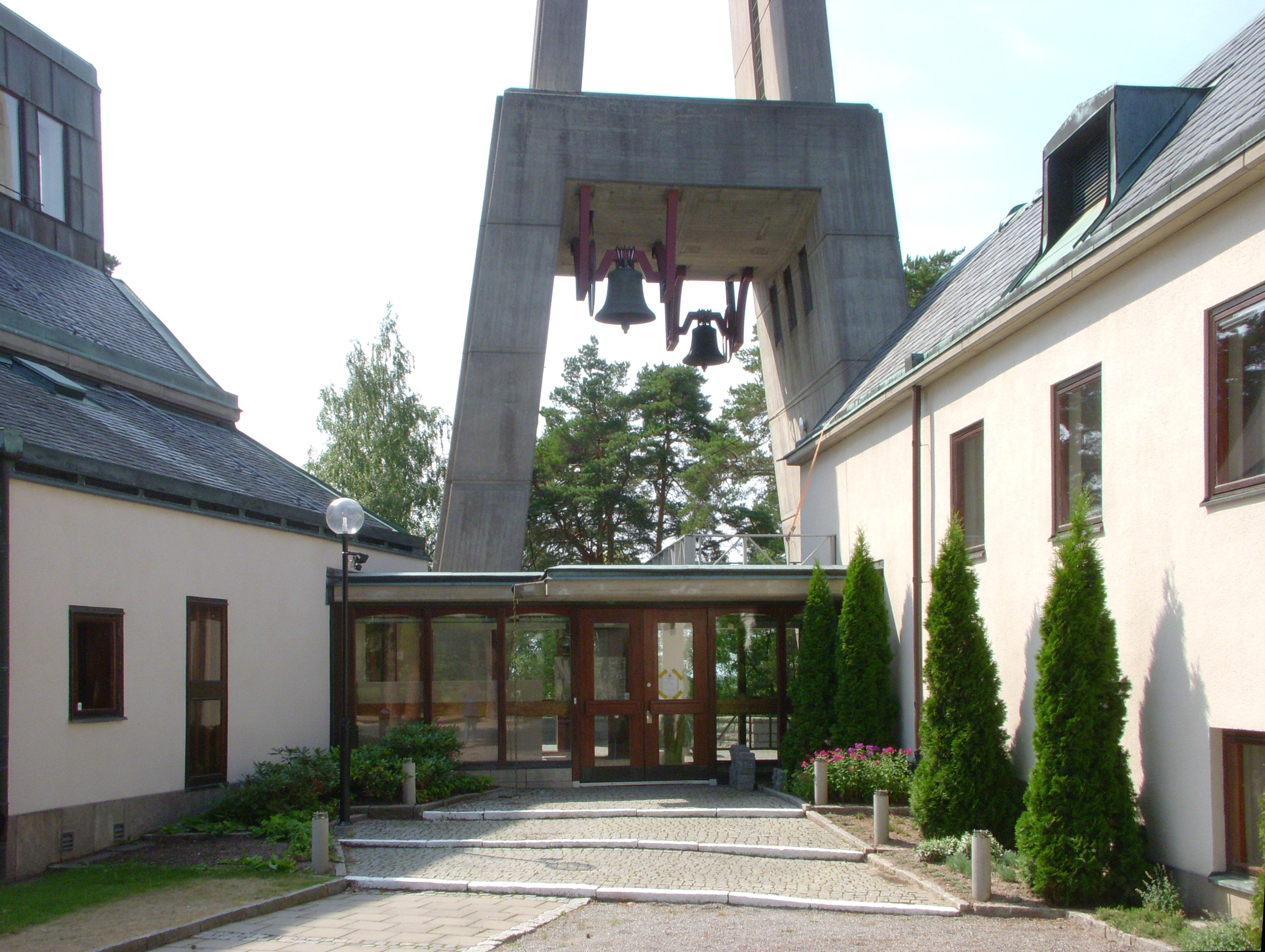
Sankta Birgittakyrkans klockor, mellan kyrkan och församlingshemmet, Nockebysalen, finns det en förbindelsegång.
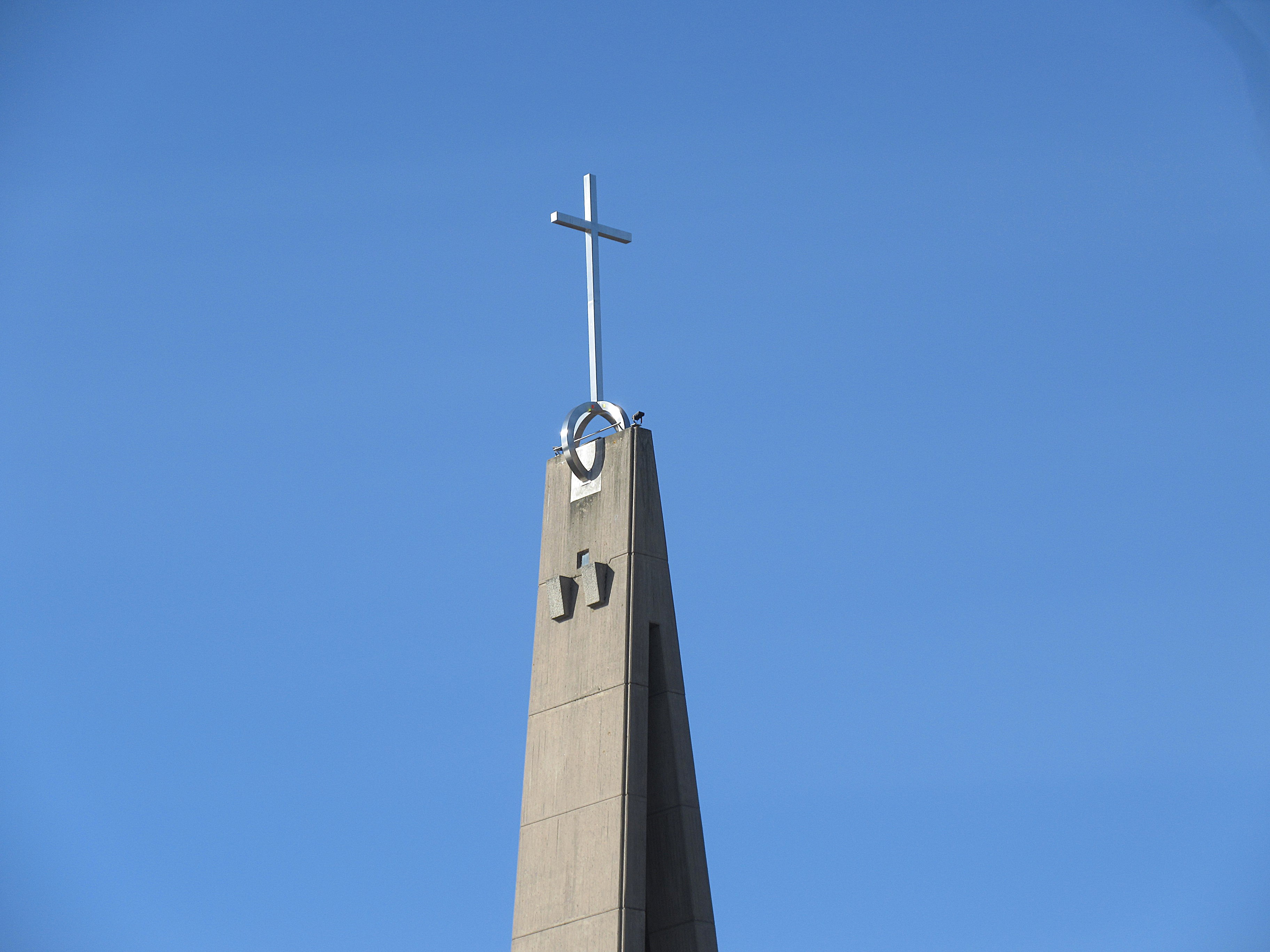
Klocktornet med sitt 8 meter höga kors i rostfritt stål.
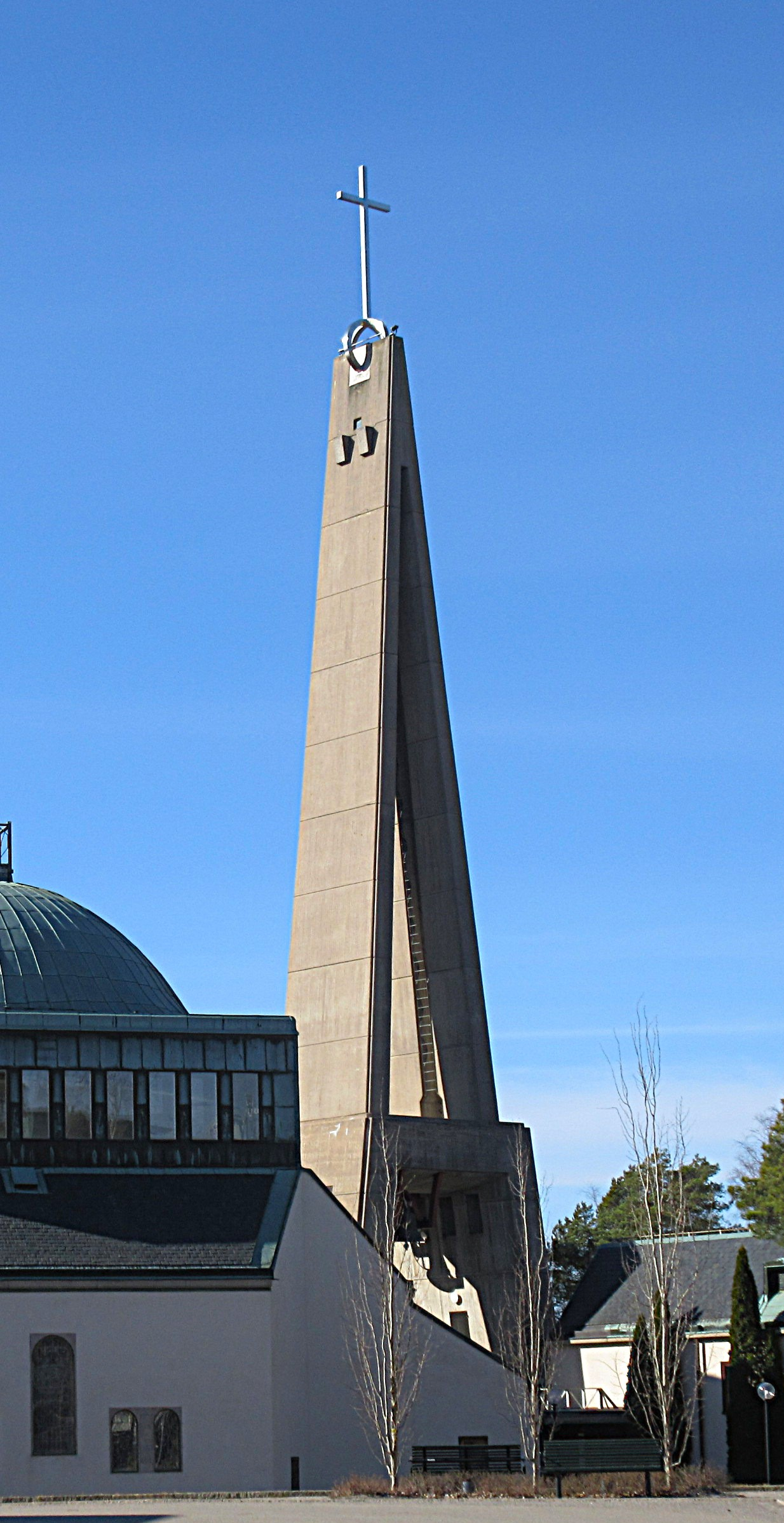
Det 39 meter höga klocktornet är byggt i fasadbetong och har ett kors i stål som syns vida omkring.
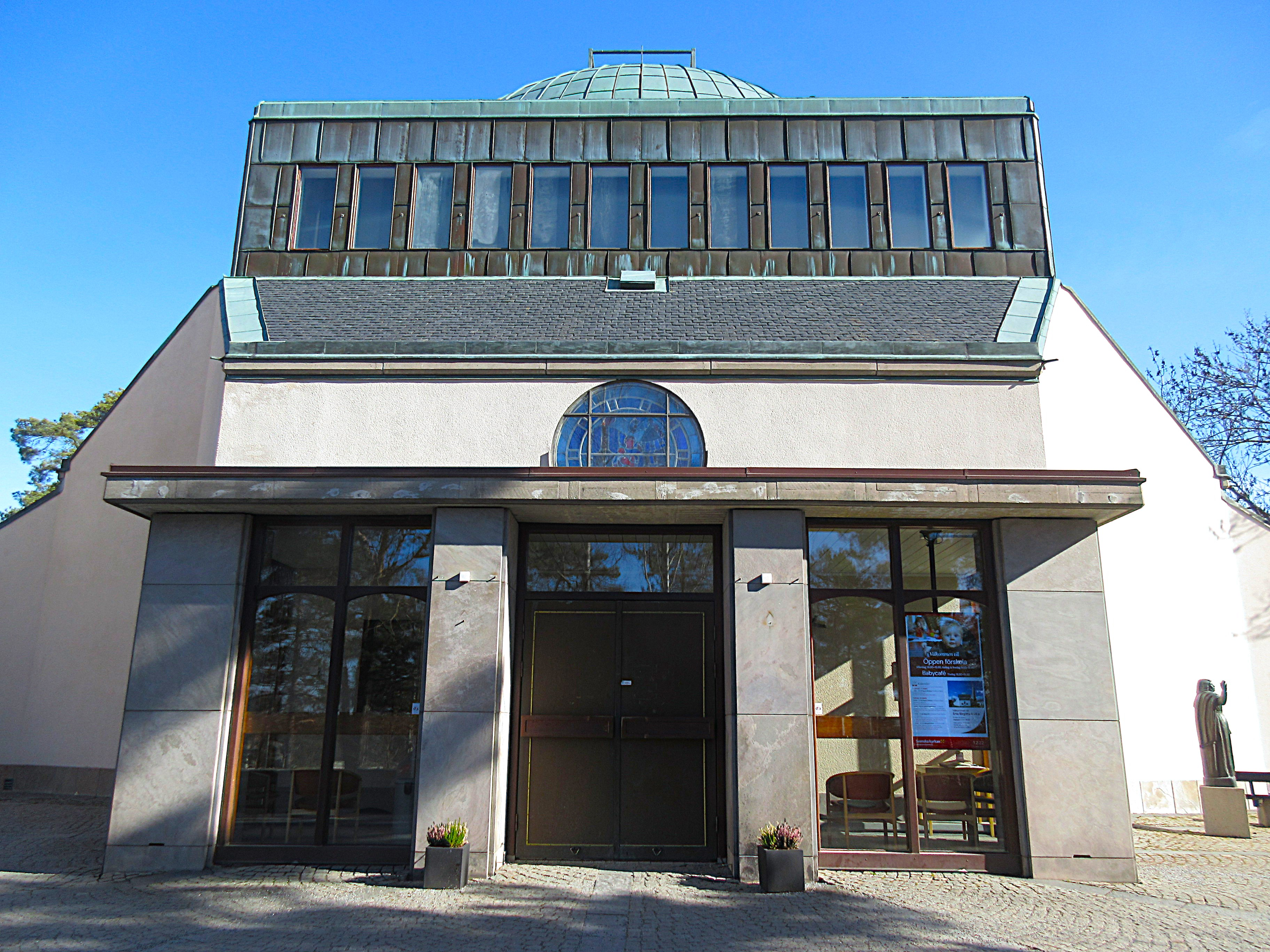
Entré med glasat pelarburet vapenhus och med lanternin och kupol i koppar samt skiffertak.
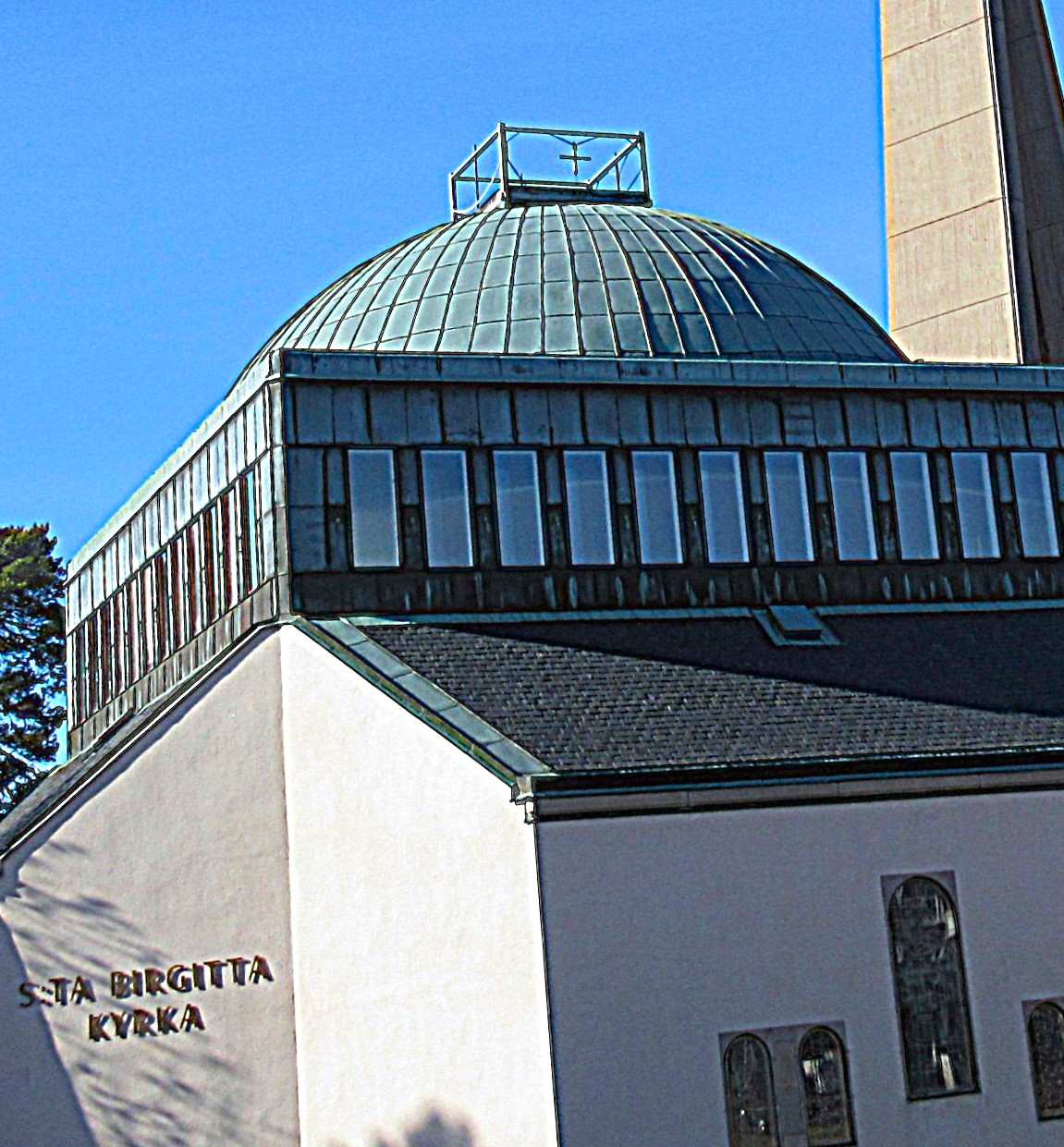
Överst på kupolen finns en förtennad kopparkrona i vilken en Birgittasymbol är inkomponerad, ett hjärta med ett kors.

### Invigningen och Birgittaskulpturen

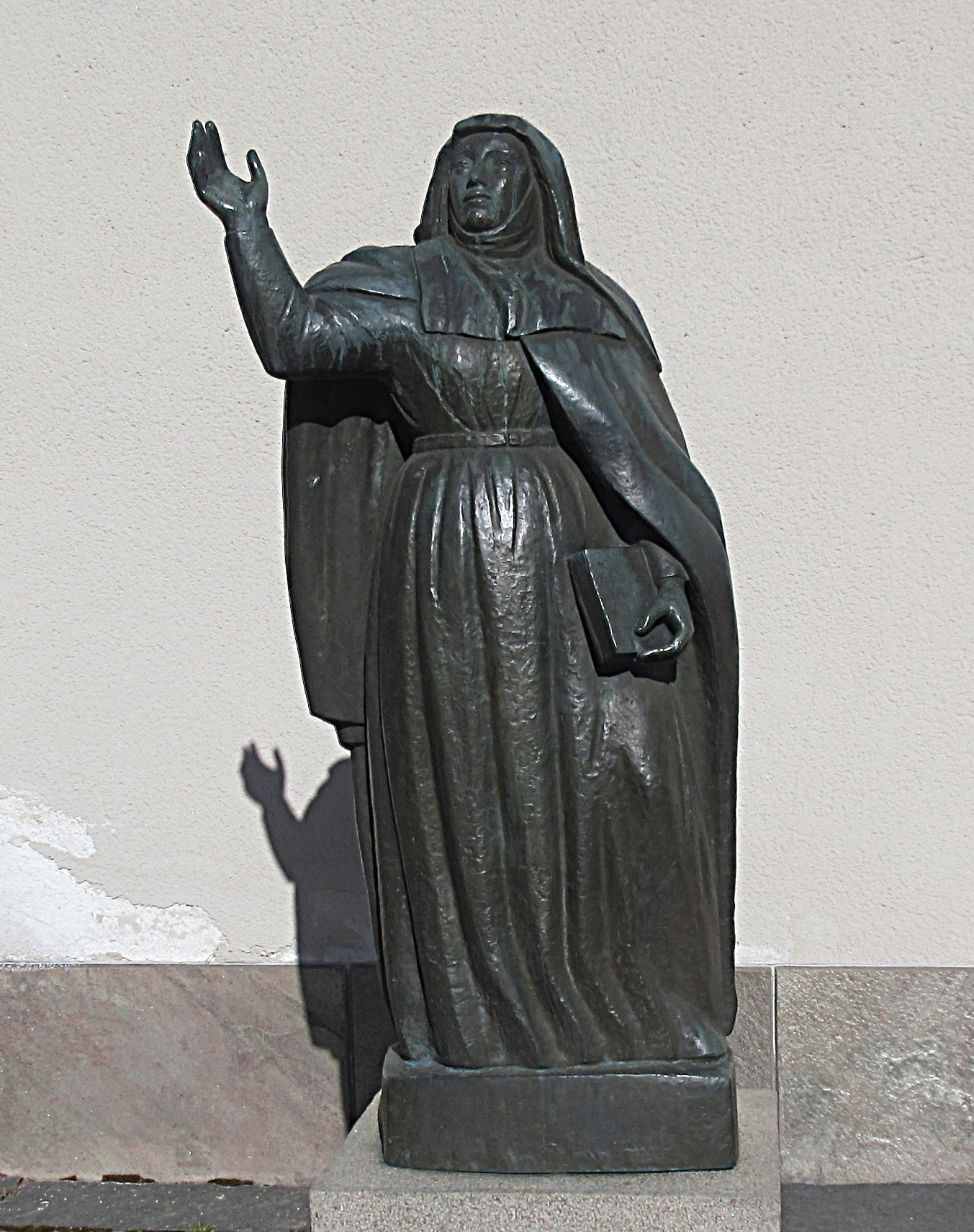
Birgittaskulptur av Axel Wallenberg till höger utanför huvudingången (1969). Den Heliga Birgitta hälsar besökarna välkomna till S:ta Birgitta kyrka.

Den 26 november 1960 avlossades det första sprängskottet för kyrkobygget och biskop Helge Ljungberg kunde den 13 maj 1961 placera det traditionella kopparskrinet med historik, protokoll, dagstidningar och mynt i grundmuren. S:ta Birgitta kyrka började byggas i november 1960 och kyrkobyggnaden invigdes den 9 december 1962. Invigningen förrättades av biskop Helge Ljungberg i närvaro av kung Gustav VI Adolf och drottning Louise. Kyrkan helgades härvid åt S:ta Birgitta. Det var kyrkofullmäktige som den 29 maj 1962 hade beslutat att kyrkan skulle heta S:ta Birgitta. Anknytningen till Birgitta, kallad "Sierskan från Norden" förstärktes av den Birgittaskulptur, som står uppställd till höger om ingången till kyrkan.
Skulptören Axel Wallenberg (1898-1996) skapade Birgittastatyn i brons, skulpturen vilar på en sockel av sten med inskriptionen "S:ta Birgitta 1303-1373". Den Heliga Birgitta, även kallad "Sierskan från Norden" håller sitt attribut, en bok, i vänster hand, vilket syftar på hennes uppenbarelser. Den högra handen håller hon lyftad som om hon hälsar på besökarna. Birgittaskulpturen av Axel Wallenberg tillkom 1969 på initiativ av professor Einar Forseth, förlagsdirektören och skriftställaren Herman Stolpe och kyrkoherden i Bromma Harry Arvidsson.

### Kampanilen - ett land- och sjömärke
S:ta Birgitta kyrka ligger ytterst på en bergshöjd nära Drottningholmsvägen med utsikt över Mälaren mot Kärsö och ända bort mot Drottningholms slott. På långt håll ser vi S:ta Birgitta kyrkas 39 meter höga kampanil med dess åtta meter höga kors. Det var meningen att den skulle synas vida omkring för dem som färdas på sjön eller för dem som landvägen närmar sig Stockholm från Mälaröarna. Klocktornet skulle vara ett land- och sjömärke också för själen. Vi ser det stålgrå korset när vi kommer på landvägen från staden eller Mälaröarna, om vi färdas sjövägen eller om vi på vintertid vandrar på isen. Det var det som var meningen när kyrkan byggdes. Den höga kampanilen på 39 meter med dess åtta meter höga kors skulle synas vida omkring.

### Bilder - S:ta Birgitta kyrka med sitt 39 m höga klocktorn sedd från Mälaren

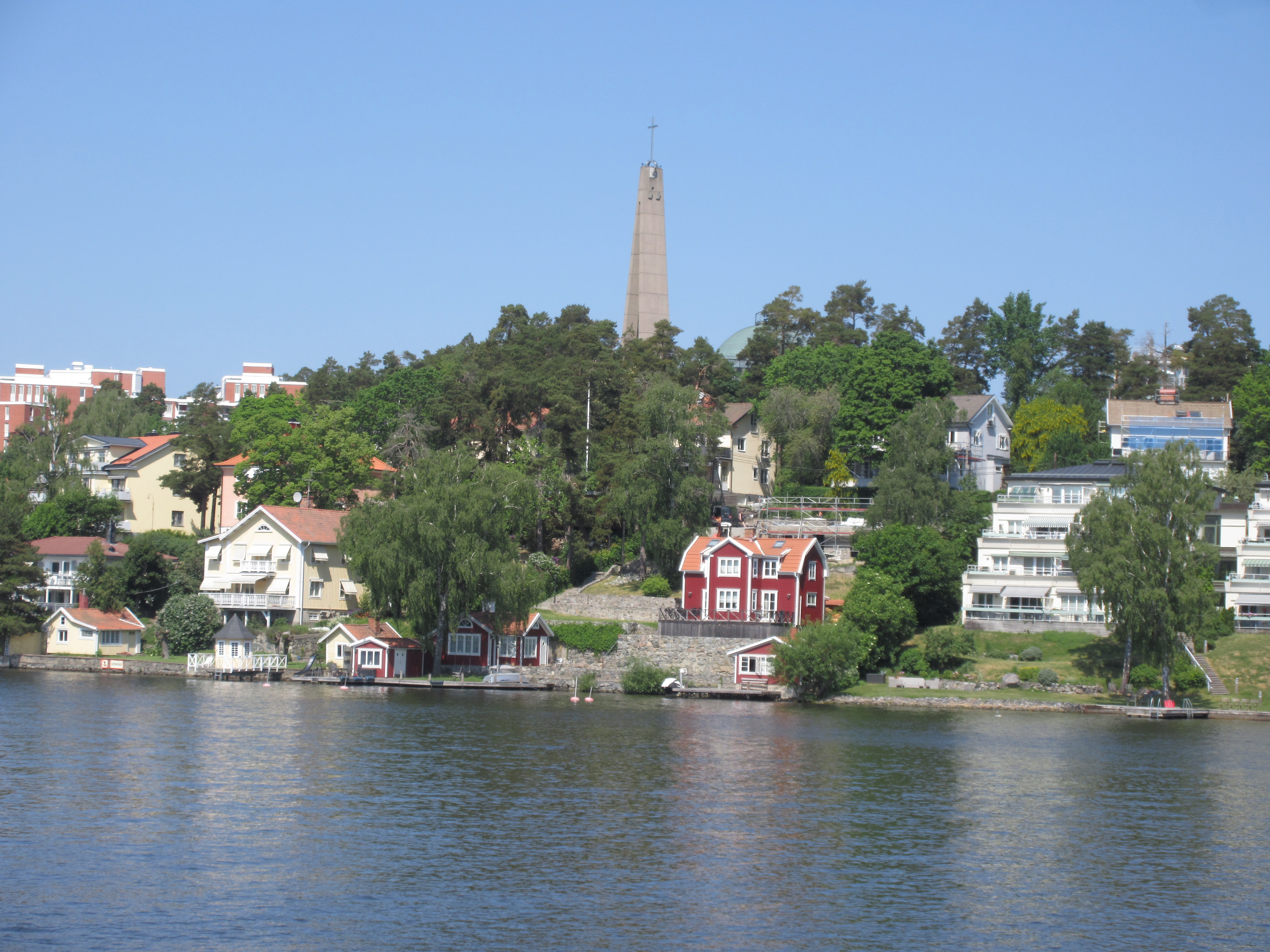
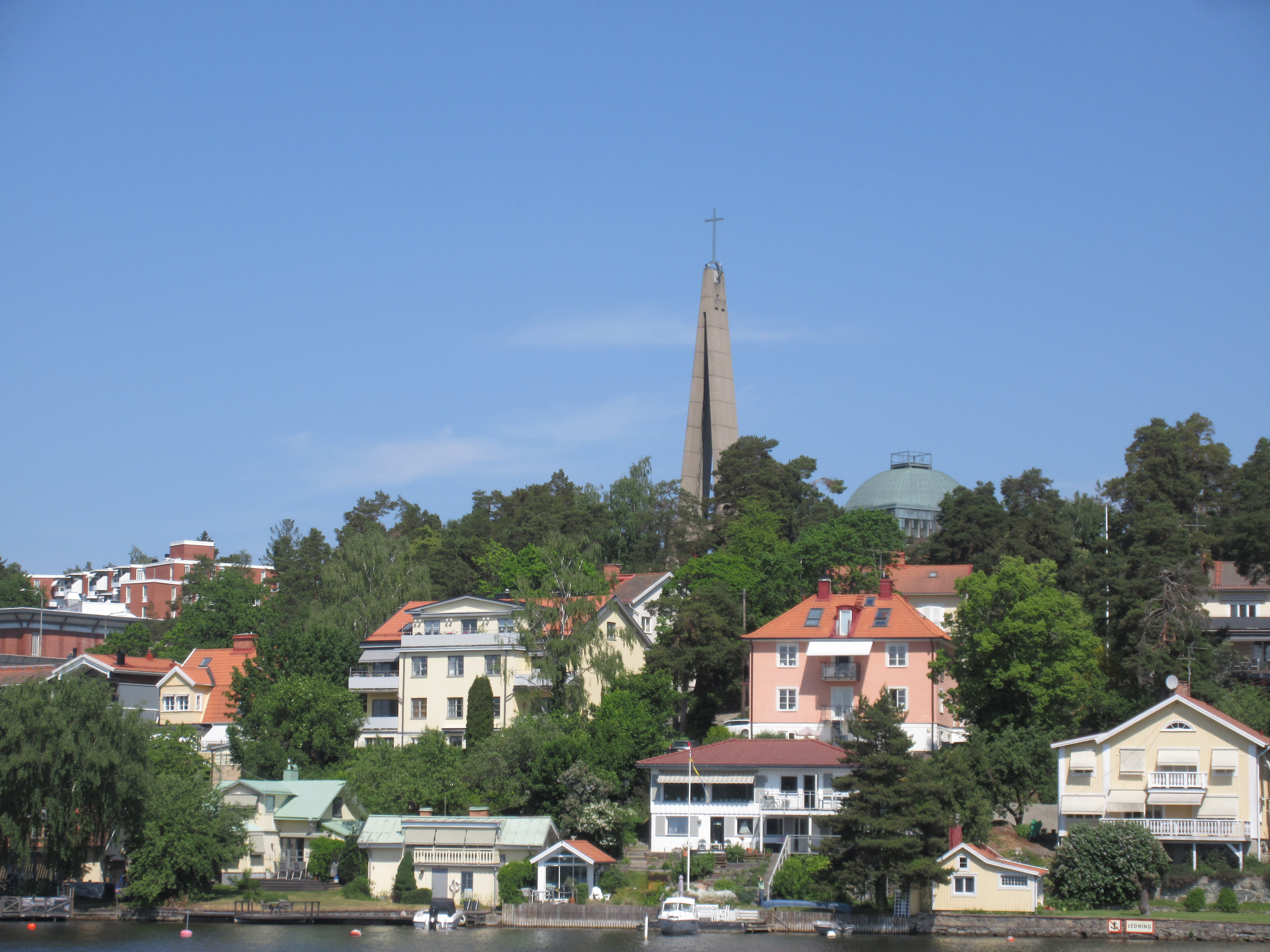
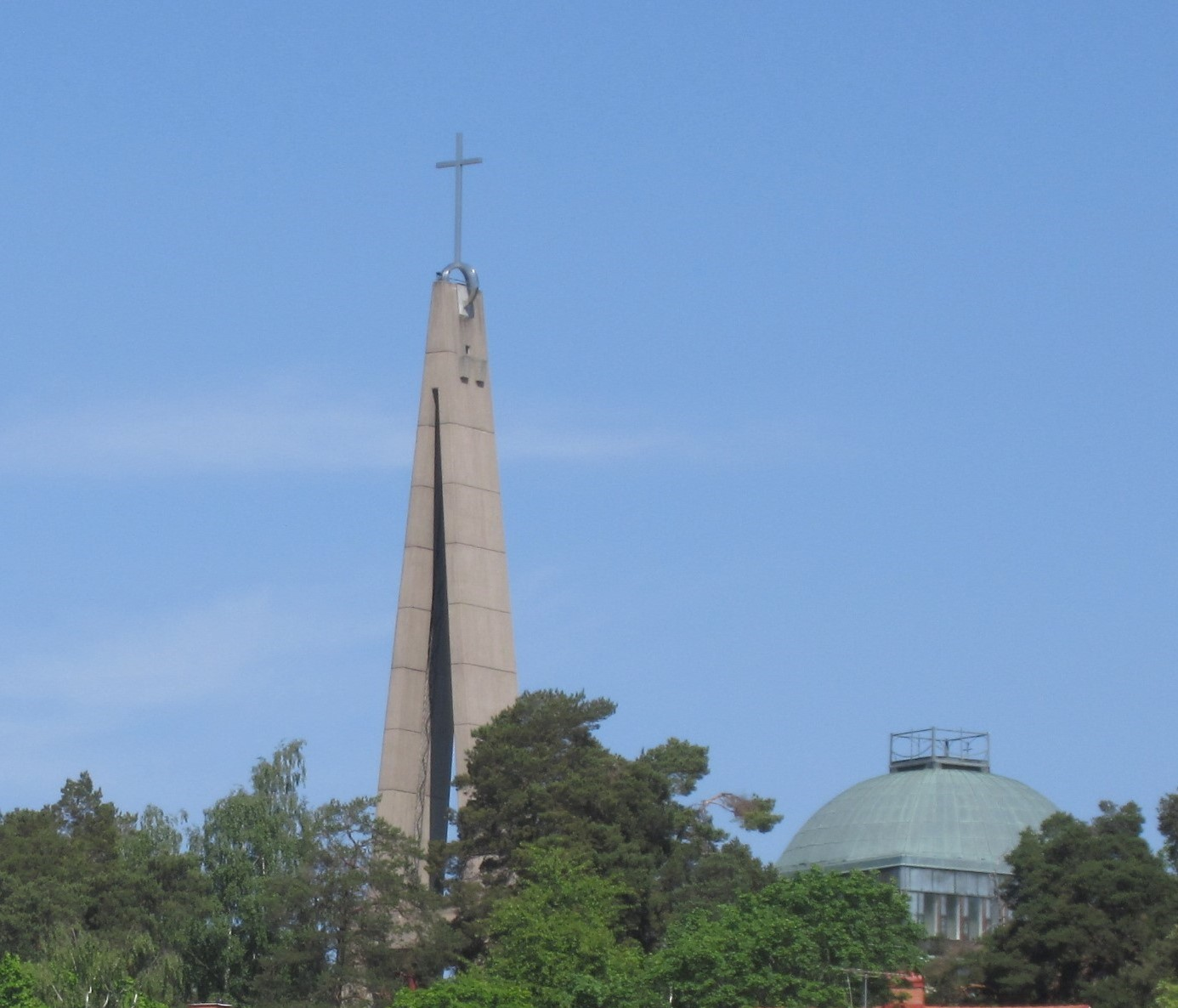

## Interiör och inventarier

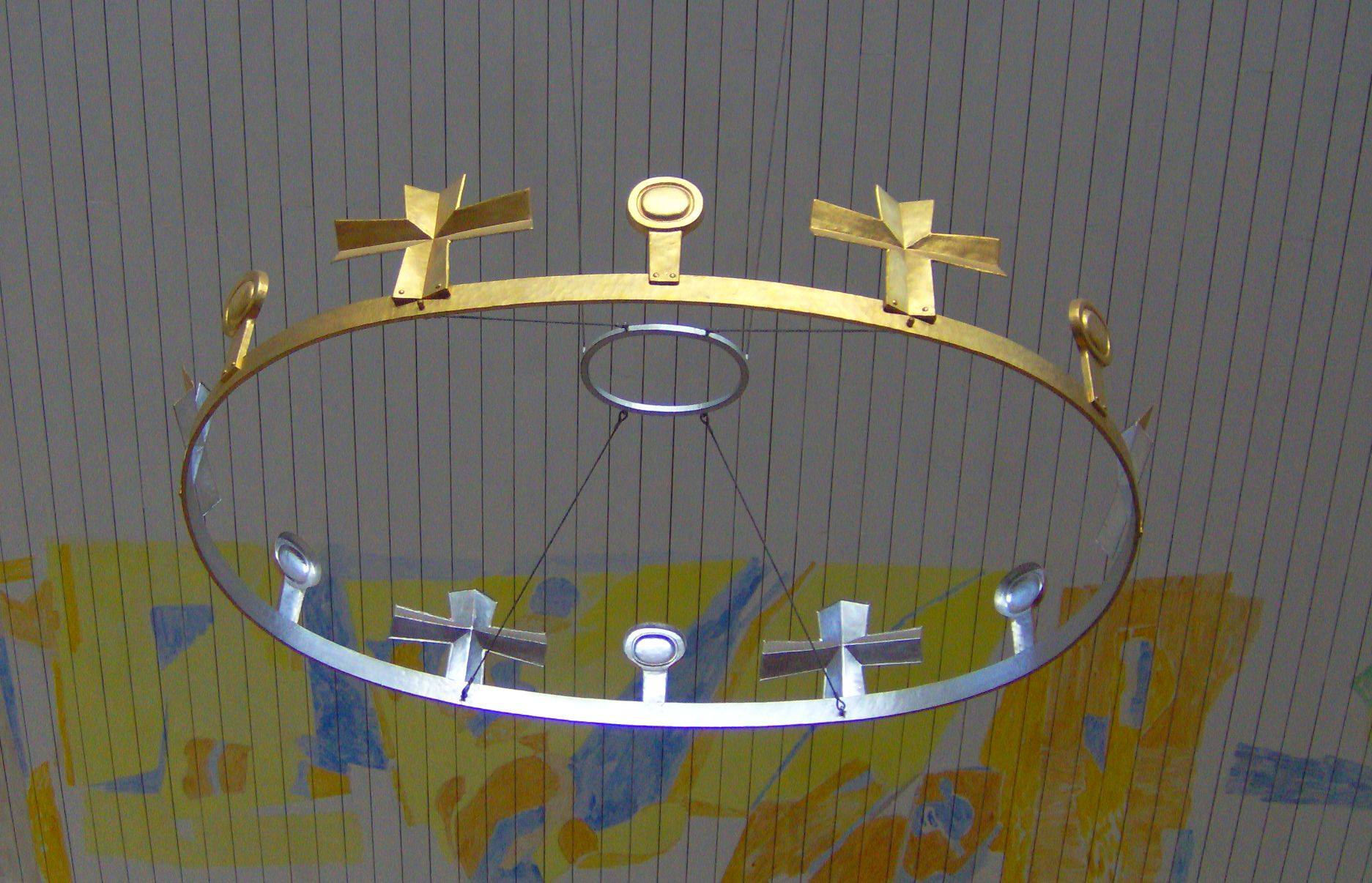
Den gyllene Birgittakronan är tillverkad i driven koppar, som sedan förgyllts och försilvrats. Den är formgiven av formgivaren och skulptören Sigurd Persson.

Eftersom kyrkan har ett fristående centralaltare har den ingen altartavla. Altaret är i vit Ekebergsmarmor och skulpterat av bildhuggaren Knut Erik Lindberg. Altarets framsida är dekorerad med fem djupa reliefer. I mitten finns Gudslammet med segerfanan och på sidorna de fyra evangelisternas symboler, Matteus (bevingad människa), Markus (lejon), Lukas (oxe) och längst till höger Johannes symbol (örnen).
Dopfunten är också utförd i vit Ekebergsmarmor och huggen av skulptören Ewy Palm, vars dåvarande make skulptören och målaren Lars Andréasson har gjort takmålningarna. Det var Lars Andréasson som målade kyrkans baldakintak, en temperamålning som kallas Ljusspel i grenverk.
Dopfatet är gjort av ädelsmeden Sigurd Persson, som även formgivit ljusstakar, krucifix och den gyllene kronan, Birgittakronan, som hänger ovanför altaret. Birgittakronan är tillverkad i driven koppar som sedan förgyllts och försilvrats.
Predikstolens plats är söder om altaret. Den vilar på ett klippblock av granit och det är hämtat från kyrktomten och är utförd i betong och ek. På väggen bakom predikstolen hänger såsom gobeläng en flamskvävnad med Livets träd. som huvudmotiv. Kyrkans praktbibel är placerad på en marmorplatta på ett sidostycke till predikstolen.
De fem glasmålningarna i rött och blått på korväggen i öster är komponerade av konstnären Uno Lindberg. Det mellersta fönstret framställer Treenigheten med Gudsögat i mitten, som vakar över mänskligheten. De övriga glasmålningarna symboliserar de fyra elementen: elden, vattnet, luften och jorden. Glaset som använts i dessa fönster är hämtat från Frankrike och är mycket dyrbart.  
Ett rosettfönster, ett runt fönster med en glasmålning med motivet Flykten till Egypten skapat av arkitekten och konstnären Tore Bergh, bror till Birgittakyrkas arkitekt Rolf Bergh, finns över porten vid huvudentrén i väster. Glasmålningens motiv vill även anknyta till människans situation i världen idag, då så många tvingats på flykt från sina hem. Glasmålningen har utförts av N.P. Ringströms glasmästeri.  Kyrkan har även en lillkyrka med 57 platser, och kyrkan har totalt 320 sittplatser, extrastolar inkluderat. Som ovan nämns ritade kyrkans arkitekt Rolf Bergh även klocktornet och församlingshemmet i anslutning till kyrkan.